# 유럽 연합 통계국

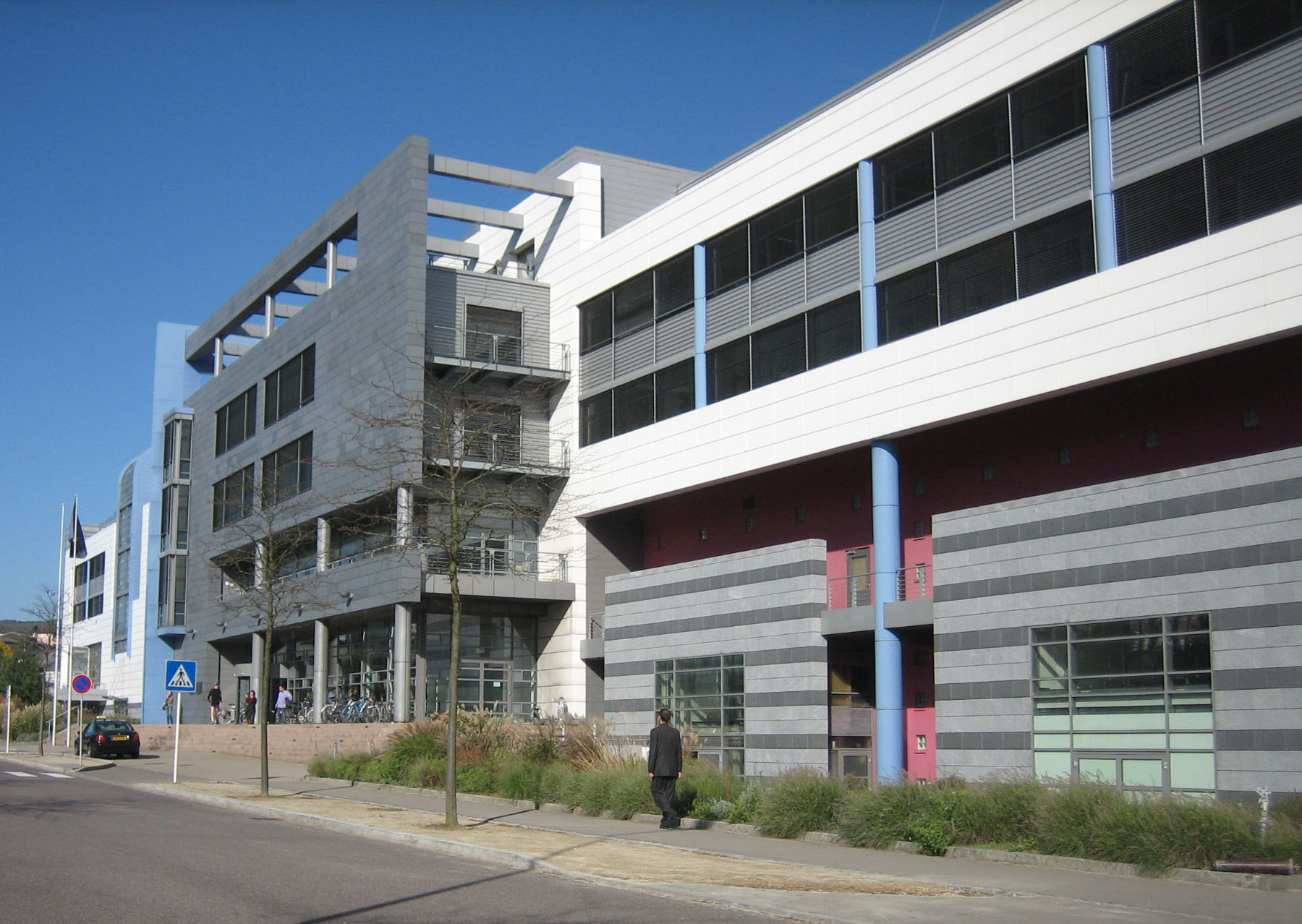
룩셈부르크 룩셈부르크 시에 있는 유로스탯 사무실

유럽 연합 통계국(유로스탯; Eurostat 또는 ESTAT)은 유럽 연합의 공식 통계에 관한 사무를 관장하는 유럽 위원회 하부의 총국이다. 유럽 연합의 통계청 역할을 담당하며 유럽 연합의 여러 기관에 각종 통계 정보를 제공하고, 통계 기준을 설정하여 유럽 연합 회원국 및 가입 후보국, 유럽 자유 무역 연합(EFTA) 회원국 간의 통계 방법의 조화를 꾀하는 것이 목적이다. 사무실은 룩셈부르크 룩셈부르크 시에 있다.

## 역사
유럽 통계국은 1953년 설립된 유럽 석탄 철강 공동체(ECSC)의 통계 부서가 모체이다. 시간이 흐름에 따라 관할 분야가 확대되었고, 1958년 유럽 경제 공동체(EEC)가 설립되면서 집행위원회 하부의 총국이 되었다. 통계국의 주요 업무는 다른 총국에 통계정보를 제공하고, 집행위원회 및 기타 유럽 공동 기관에 유럽 통합 정치의 구상, 실행, 분석을 하기 위한 데이터를 공급하는 것이었다.
1992년 마스트리히트 조약의 체결 및 유럽 공동체(EC)와 유럽 자유 무역 연합(EFTA) 간의 유럽 경제 지역 창설 등으로 1993년 유럽 단일 시장이 완성되면서 유럽 통계국의 역할은 더욱 확대되었으며, 유럽 연합 내부 무역 통계를 위하여 인트라스탯(Intrastat)이 설립되었다.
1997년 암스테르담 조약이 체결되고, 통계법이 제정되면서 유럽 연합의 통계 협력에 관한 주요 규정이 마련되었다.
2009년 유럽 연합의 통계 협력에 관한 새로운 규정(Regulation (EC) No 223/2009)이 창설됨에 따라 현재 유럽 연합 통계국은 이에 근거하여 운영되고 있다.
2018년 현재 국장은 불가리아의 마리아나 코체바이다.

## 역할
유럽 연합 통계국의 임무는 유럽에 관한 양질의 중요 통계들을 선도적으로 제공하는 것이다. 가장 중요한 역할은 유럽 지역의 비교가능한 통계 자료들을 가공하고 공시하여 유럽 차원의 정책 결정에 도움을 주는 것이다.
유럽 연합 통계국은 자체적으로 데이터를 조사하지 않는다. 데이터는 회원국 통계청에서 생산되며, 이들 기관에서 조사되고 분석된 국가 단위의 데이터는 유럽 연합 통계국에 전달되어 비교 분석하는 과정을 거쳐 하나의 자료로 가공된다. 유럽 권역 전체 통계 자료의 유일한 제공자로서 유럽 연합 통계국은 유럽 연합 회원국의 통계 데이터를 조정하여 통계 시스템을 표준화하며, 경제, 금융, 사회, 농업, 환경, 에너지 등 다양한 분야의 통계 정보를 발표한다.
유럽 연합 통계국은 다양한 국가 및 국제 기구와 협력하여 유럽 통계 시스템(European Statistical System, ESS)을 구축하고 있다.

## 역대 국장
| 이름                                                   | 국적       | 임기            |
| ------------------------------------------------------ | ---------- | --------------- |
| 롤프 바겐퓌어 (Rolf Wagenführ)                         | 서독       | 1952년 ~ 1966년 |
| 레몽 뒤마 (Raymond Dumas)                              | 프랑스     | 1966년 ~ 1973년 |
| 자크 마예르 (Jacques Mayer)                            | 프랑스     | 1973년 ~ 1977년 |
| 오게 도르농빌 드 라 쿠르 (Aage Dornonville de la Cour) | 덴마크     | 1977년 ~ 1982년 |
| 피터르 더 회스 (Pieter de Geus)                        | 네덜란드   | 1982년 ~ 1984년 |
| 실비오 론케티 (Silvio Ronchetti)                       | 이탈리아   | 1984년 ~ 1987년 |
| 이브 프랑셰 (Yves Franchet)                            | 프랑스     | 1987년 ~ 2003년 |
| 미셸 판던 아베일러 (Michel Vanden Abeele)              | 벨기에     | 2003년 ~ 2004년 |
| 귄터 한라이히 (Günther Hanreich)                       | 오스트리아 | 2004년 ~ 2006년 |
| 에르베 카레 (Hervé Carré)                              | 프랑스     | 2006년 ~ 2008년 |
| 발터 라더마허 (Walter Radermacher)                     | 독일       | 2008년 ~ 2016년 |
| 마리아나 코체바 (Mariana Kotzeva)                      | 불가리아   | 2017년 ~ 현재   |

## 같이 보기
- 유럽 위원회
- 통계지역단위명명법 (NUTS)